# Tuchfabrik Jürss & Elger

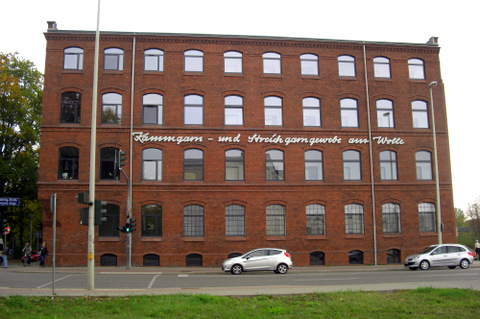
Ehemalige Werkshalle der Tuchfabrik Jürss & Elger nach der Sanierung (2013)

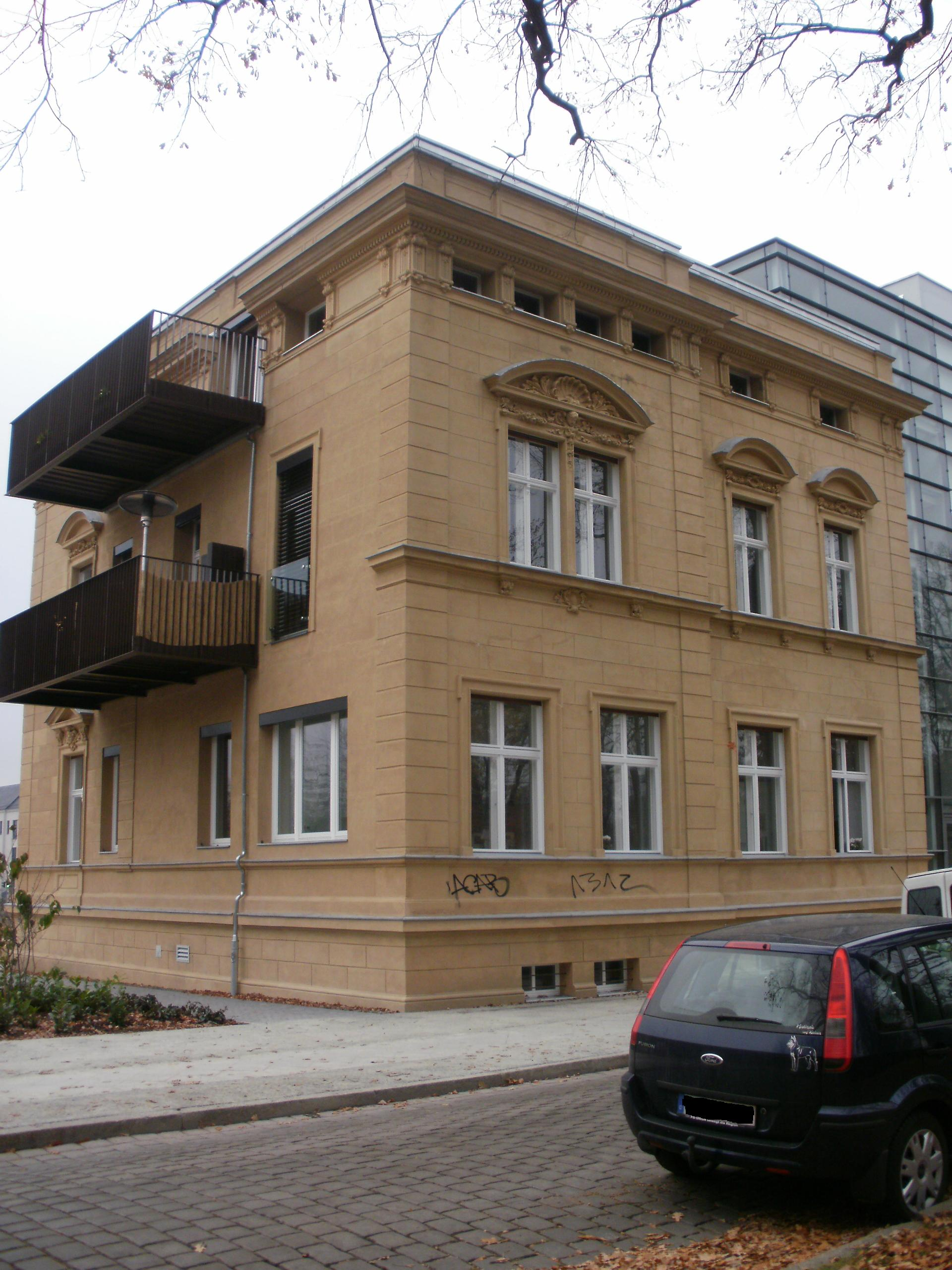
Fabrikantenvilla am Ostrower Damm (2011)

Die Tuchfabrik Jürss & Elger befand sich am Ostrower Damm in der Stadt Cottbus in Brandenburg. Die Werkshalle und die Fabrikantenvilla wurden in den 1870er Jahren für die Färber Adolf und Franz Koppe errichtet und im Jahr 1921 von der Firma „Jürss & Elger“ erworben. In der DDR zum Volkseigenen Betrieb umstrukturiert war die Tuchfabrik noch bis kurz nach der Wiedervereinigung in Betrieb. Der Gebäudekomplex ist ein eingetragenes Baudenkmal in der Denkmalliste des Landes Brandenburg.

## Geschichte
Ab 1875 ließen die Färber Adolf und Franz Koppe auf dem Grundstück am heutigen Mühlgraben Cottbus/Goethepark zwischen der Cottbuser Altstadt und der ehemaligen Gemeinde Ostrow drei Fabrikhallen errichten. Bereits Anfang des 19. Jahrhunderts betrieb der Fabrikant Hilpert eine Tuchfabrik an der Stelle. Die Fabrikantenvilla entstand im Jahr 1892 durch die Baufirmen der Architekten Paul Broeßke und Ewald Schulz, kurz darauf wurde der Komplex um zwei Bürogebäude und die bis heute erhaltene Fabrikhalle an der Franz-Mehring-Straße erweitert. Ab 1895 vermietete Franz Koppe die Gebäude an mehrere Tuchfabriken, unter anderem die am 25. Mai 1885 gegründete Tuchfabrik Jürss & Elger. Die Firma Jürss & Elger erwarb den gesamten Gebäudekomplex im Jahr 1921 und ließ später eine weitere Produktionshalle auf dem Grundstück bauen.
Ab 1925 war der Tuchfabrikant Maximilian von Kessel Alleininhaber der Tuchfabrik Jürss & Elger. Nach dem Ende des Zweiten Weltkrieges wurde er enteignet und der Betrieb nach dem Zusammenschluss mit weiteren Cottbuser Tuchfabriken im Jahr 1953 in den „VEB Tuchfabrik Cottbus (TUFA)“ umgewandelt, für den die Hallen noch bis kurz nach der Wiedervereinigung als „Werk I“ aktiv waren. Im Jahr 1993 wurde das Textilkombinat Cottbus liquidiert, womit die Garnproduktion in dem Werk endete. Nach Jahren des Verfalls wurden die 1875 gebauten Produktionshallen sowie die beiden Bürogebäude und das Kesselhaus in den Jahren 2004 und 2005 abgerissen. Geplant war ursprünglich der Abriss des Gesamtkomplexes und die Errichtung eines neuen Dienstleistungszentrums, bis der Abriss gestoppt wurde. Die erhaltene Werkshalle und die Fabrikantenvilla wurden zwischen 2010 und 2013 von dem neuen Besitzer, der Wohnungsbaugenossenschaft eG Wohnen 1902, saniert und zu Wohn- und Gewerbezwecken umgebaut. Die Villa und die Produktionshalle wurden durch ein verglastes Treppenhaus miteinander verbunden.

## Architektur
Die Fabrikantenvilla ist ein zweigeschossiger Putzbau im Stil der Neorenaissance und einem Flachdach. Die gesamte Fassade ist mit Quaderputz gegliedert und mit kräftig profilierten Sohlbankgesimsen versehen. Im Obergeschoss sind die Fenster durch Dreiecks- und Segmentbogenverdachungen mit Muschel- und Girlandendekor hervorgehoben. Über dem Traufgesims ist eine Attika mit Putzfeldern aufgesetzt. Der Haupteingang im Norden ist durch eine Freitreppe erschlossen mit einer auf Pilastern stehenden Dreiecksverdachung. Die bauzeitliche Eingangstür hat vergitterte Glaseinsätze.

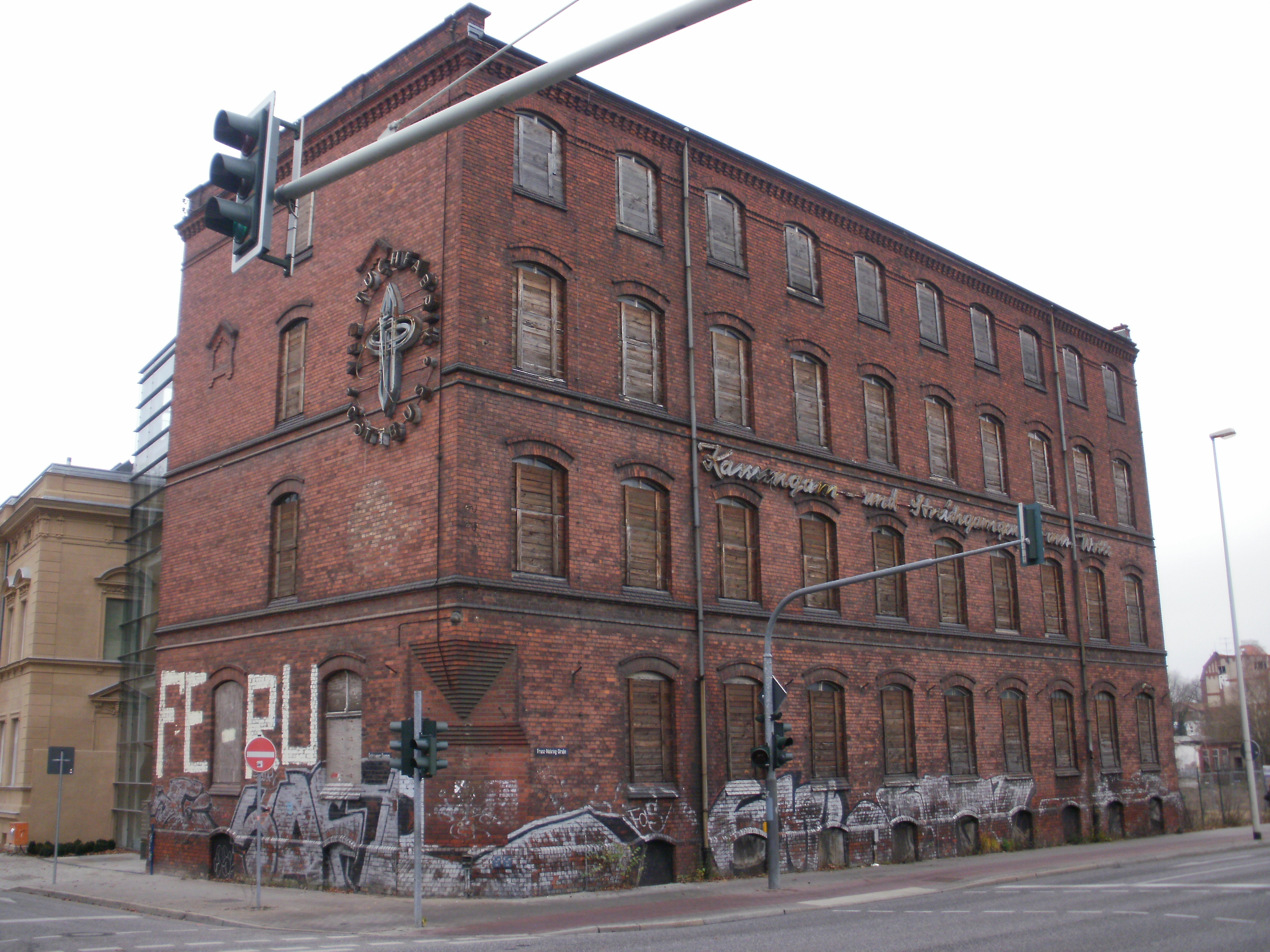
Zustand vor der Sanierung mit ehemaliger Leuchtreklame an der Ostwand (2011)

Die erhaltene Fabrikhalle ist ein viergeschossiger Bau aus Sichtziegelmauerwerk mit zehn zu drei Achsen. Die segmentbogigen Fenster sind in den ersten beiden Obergeschossen durch Gesimsbänder verbunden. Der Traufbereich ist mit Konsolenfries versehen. An der östlichen Fassade wurden die Fenster in den äußeren Achsen bereits vor längerer Zeit zugemauert, eine Leuchtreklame aus den 1950er-Jahren mit der Aufschrift „VEB Tuchfabrik Cottbus“ wurde bei der Sanierung vermutlich im Jahr 2012 entfernt. An der zur Franz-Mehring-Straße gerichteten Seite befindet sich die Aufschrift „Kammgarn- und Streichgarngewebe aus Wolle“.